# Adolf Schmidl

Adolf Schmidl, 1864

Adolf Anton Schmidl (* 18. Mai 1802 in Königswart, Böhmen als Adolf Anton Schmiedl; † 20. November 1863 in Budapest) war ein österreichischer Topograf, Geograph, Höhlenforscher und Schriftsteller, sowie Professor am Josephs-Polytechnikum in Ofen. Er entwickelte die Speläologie als eigenständige wissenschaftliche Disziplin.

## Leben
Adolf Schmidls Vater, Ludwig Josef Schmiedl, kam 1805 nach Wien. Sein Sohn besuchte von 1812 bis 1818 das Akademische Gymnasium in Wien und studierte danach Rechtswissenschaft und Philosophie. 1844 promovierte er zum Dr. phil. Als Praktikant im öffentlichen Dienst war er im Kaiserlichen Münz- und Antiquitätenkabinett (heute im Kunsthistorischen Museum) und an der Universität Wien angestellt. Als Erzieher war er ab 1833 in der Familie Lobkowitz tätig. Bei der Gründung der Kaiserlichen Akademie der Wissenschaften im Jahre 1847 wurde er deren Erster Aktuar (der verantwortliche Verwalter/Administrator). Von 1. Juli bis Mitte Oktober 1848 war Schmidl Redakteur der Wiener Zeitung.
Nach der Revolution von 1848 wurde er Mitglied des Wiener Gemeinderates und hatte dieses Amt bis 1850 inne. An der Universität und am Polytechnischen Institut lehrte er 1848 bis 1852 in den Fächern Kunstgeschichte und Geographie, bis er 1857 eine Professur für Geschichte, Geographie und Statistik am Josephs-Polytechnikum in Ofen erhielt. In Budapest verstarb er im Jahre 1863.

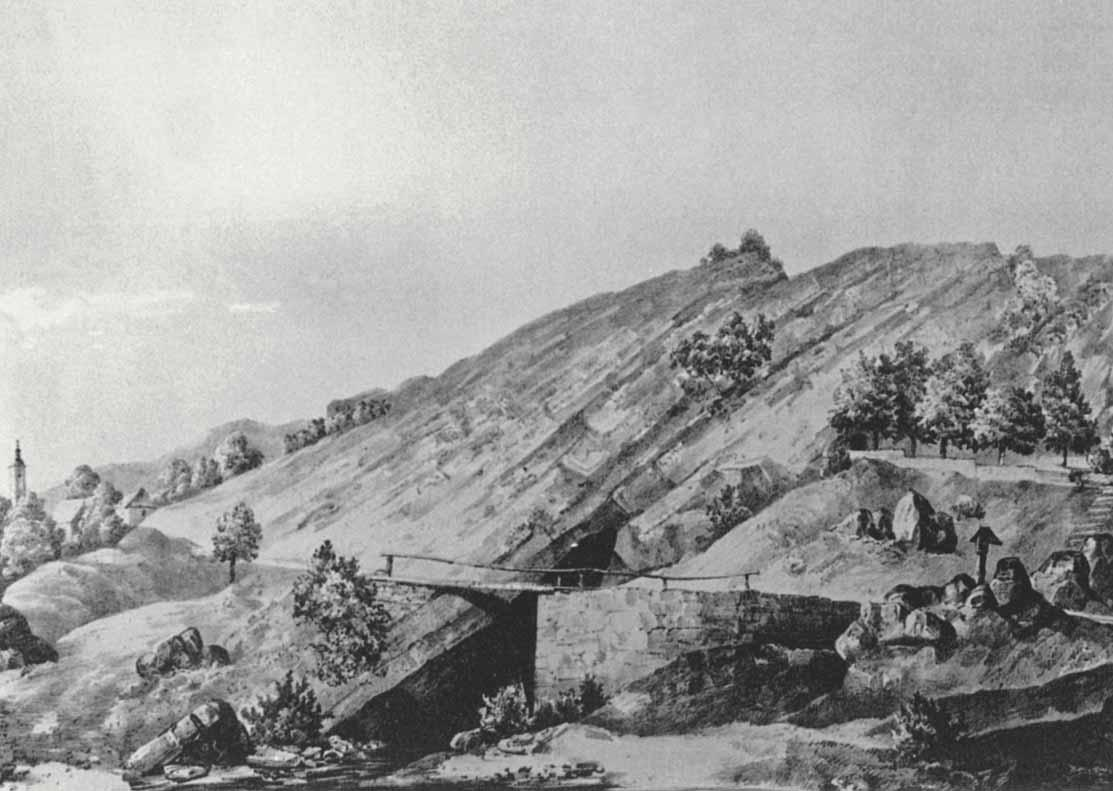
Zeichnung von den Höhlen von Postojna im heutigen Slowenien von 1854

Adolf Schmidl bereiste und durchwanderte große Teile der Habsburgermonarchie und schrieb darüber einige Reisetagebücher. In der Karstlandschaft des heutigen Slowenien beschäftigte er sich mit den dort vorhandenen Höhlen (Beispiele: Adelsberger Grotten, Höhlen von Škocjan, Pivka Jama), wobei er einen neuen wissenschaftlichen Umgang damit entwickelte, den er auch bei Höhlen in anderen Landesteilen erprobte. Für diesen bald selbständig werdenden Zweig der Forschung prägte er den Begriff „Höhlenkunde“. In der Zeit von 1844 bis 1848 war er Herausgeber der renommierten populärwissenschaftlichen Zeitschrift „Österreichische Blätter für Literatur und Kunst, Geographie, Geschichte, Statistik und Naturkunde“.
Zum Zeitpunkt seines Todes trug er den Namen Höhlenschmiedl.

## Werk
Das umfangreiche geographische Schriftwerk Schmidls befasste sich besonders mit Wien und dem Wiener Umland, für 40 Jahre sein Lebensmittelpunkt, obwohl er zahlreiche andere, auch entlegene Landschaften genau schilderte. Er hatte ein länderkundliches Schema entwickelt, nach dem er seine Berichte aufbaute.

„Landeskunde und Geschichte sind zwei sehr verschiedene Dinge, und wahrlich in Österreich ist im Gebiethe der Landeskunde noch so viel zu thun, daß man einem Verfasser verzeihen kann, wenn sein Buch nur gibt: was da i s t, und nicht auch: was da w a r !“

Auszugsweise seien folgende Werke genannt:
- Der Schneeberg in Unterösterreich mit seinen Umgebungen von Wien bis Mariazell. (1831)
- Wien, wie es ist, in Beziehung auf Topographie, Statistik und geselliges Leben. (1833); 1837 ins Französische übersetzt
- Reisehandbuch durch das Erzherzogtum Österreich mit Salzburg, Obersteiermark und Tirol; Königreich Ungarn…; Königreich Böhmen, Mähren, Schlesien, Galizien,… (1834, 1835; 1836)
- Wien’s Umgebungen auf zwanzig Stunden im Umkreise. Nach eigenen Wanderungen geschildert. (3 Bände, 1835–1839).
- Das Kaiserthum Österreich. (7 Teile; 1837–1843, unvollendet)
- Handbuch der Geographie des österreichischen Kaiserstaates. (1850)
- Wegweiser in die Adelsberger Grotte und die benachbarten Höhlen des Karst. (1853); 1854 ins Französische übersetzt

Neben seiner wissenschaftlichen Arbeit betätigte er sich in seinen frühen Jahren auch als Schriftsteller, teils unter dem Pseudonym Salmoser. Er verfasste rund fünfzig historische Dramen, Lustspiele und Novellen, die er in der von ihm herausgegebenen Zeitschrift „Österreichische Blätter für Literatur und Kunst…“ (siehe oben) veröffentlichte.

## Ehrungen
- 1844 Mitglied der Accademia Roveretana degli Agiati zu Rovereto
- 1854 Korrespondierendes Mitglied der Königlichen böhmischen Gesellschaft der Wissenschaften zu Prag
- Ehrenmitglied einiger seinerzeitiger historischen Vereine
- In Wien-Brigittenau wurde 1910 nach ihm die Adolf-Schmidl-Gasse benannt.

## Publikationen
- Adolf Schmidl: Wien's Umgebungen auf zwanzig Stunden im Umkreise. Nach eigenen Wanderungen geschildert. Gedruckt und im Verlage bei Carl Gerold, Wien 1835 (Geleitwort von Peter Csendes im Reprint 2002, Archiv Verlag Wien).